# Kampatimar Shankariya
Kampatimar Shankariya (ur. 1952 w Jaipurze, zm. 16 maja 1979 tamże) – indyjski seryjny morderca, skazany za zamordowanie co najmniej 70 osób.
Shankariya na swoje ofiary wybierał zarówno mężczyzn i kobiety w okolicach Jaipur. Zabijał uderzając młotkiem w okolice karku i uszu. Aresztowano go na podstawie odcisków palców odnalezionych na miejscach zbrodni. Kampatimar Shankariya został skazany na karę śmierci przez powieszenie. Wyrok wykonano 16 maja 1979 roku. W ostatnim słowie powiedział: „Mordowałem na próżno, nikt nie powinien być taki jak ja”.